# Kevin Mitchell
Kevin Mitchell, född 5 juni 1980 i Bronx, New York är en amerikansk professionell ishockeyspelare som spelar för Graz 99ers i Österrikiska ishockeyligan.
Mitchell inledde sin karriär 1997 i Ontario Hockey League (OHL) med Guelph Storm. Calgary Flames draftade Mitchell i den nionde rundan, som 234:e spelare totalt, i NHL Entry Draft 1998. Efter tre säsonger i Guelph Storm flyttade han till OHL-laget Oshawa Generals och spelade även några matcher för Hamilton Bulldogs i American Hockey League (AHL) under säsongen.
Klivet in i den professionella hockeyn tog Mitchell inför säsongen 2001/02 och blandade spel i ECHL och AHL med bland annat Houston Aeros, Bridgeport Sound Tigers och Cleveland Barons. Inför säsongen 2004/05 skrev Mitchell på sitt första europeiska kontrakt då han flyttade till DEL-laget Iserlohn Roosters.
Han tillbringade nästa säsong med Vienna Capitals och ett år senare flyttade Mitchell tillbaka USA och Bridgeport Sound Tigers. Mot slutet av säsongen 2006/07 återvände han dock till Tyskland igen då han skrev på för Hamburg Freezers. Sejouren i Hamburg blev kortvarig och Mitchell gick till Olimpija Ljubljana i EBEL efterföljande säsong. Efter att redan ha skrivit på för säsongen 2008/09 med EHC Linz ångrade Mitchell sig och stannade istället i Ljubljana. Linz gick med på detta efter betalning av en övergångssumma. I januari 2009 värvades Mitchell av Rapperswil i NLA för resten av säsongen.
Mitchell återvände till Ljubljana för att sedan avsluta säsongen i HC Pardubice med vilka han blev tjeckisk mästare. Mellan 2010 och 2012 spelade han för EC Villacher SV i EBEL. Detta följdes under sommaren 2012 då han skrev på för den italienska Serie A-klubben Ritten Sport. Efter att ha kommit trea i poängligan för backar med 39 poäng på 44 matcher skrev Mitchell på för allsvenska Mora IK.

## Utmärkelser och priser
- 1998 J. Ross Robertson Cup med Guelph Storm
- 1999 OHL Second All-Star Team
- 2000 OHL Second All-Star Team
- 2002 ECHL All-Rookie Team
- 2010 Tjeckisk mästare med HC Pardubice